# Oreocomopsis xizangensis
Oreocomopsis xizangensis är en flockblommig växtart som beskrevs av Pimenov och Kljuykov. Oreocomopsis xizangensis ingår i släktet Oreocomopsis och familjen flockblommiga växter. Inga underarter finns listade i Catalogue of Life.